# 메데이아
그리스 신화에서 메데이아(고대 그리스어: Μήδεια; 계획자, 음모가)는 콜키스의 왕 아이에테스의 딸이다. 이아손과 아르고나우타이 신화에서 그는 이아손이 황금 양털을 찾는 데 도움을 준다. 후에 그와 결혼하지만, 결국 그의 자녀들과 새 신부를 살해한다. 메데이아는 대부분의 이야기에서 마법사로 알려져 있으며, 종종 여신 헤카테의 사제로 묘사된다. 기원전 700년경 헤시오도스의 《신통기》에서 처음 등장하지만, 에우리피데스의 비극 《메데이아》와 로도스의 아폴로니오스의 서사시 《아르고나우티카》를 통해 가장 잘 알려져 있다.
아이에테스 왕의 딸로서 메데이아는 태양신 헬리오스의 신화 속 손녀이자 마법의 여신 키르케의 조카이다. 어머니는 이디아였을 수 있다. 그는 이아손이 황금 양털을 찾는 데 도움을 주는 전형적인 조력자-처녀 역할을 한다. 이 탐색에서 마법을 사용하여 이아손의 생명을 구하고 자신의 오빠를 죽여 이아손이 도망칠 수 있게 한다. 이아손이 탐색을 마치자, 그는 고향인 콜키스를 버리고 이아손과 함께 서쪽으로 도망가 결국 코린토스에 정착하여 결혼한다.
에우리피데스의 기원전 5세기 비극 《메데이아》는 그와 이아손의 결합이 끝나는 과정을 묘사한다. 10년간의 결혼 생활 후, 이아손은 그를 버리고 크레온 왕의 딸 글라우케와 결혼하려 한다. 이아손은 자신이 왕의 딸과 결혼하고 아들들이 같은 도시에 머문다면 아들들이 더 나은 미래를 가질 것이라고 주장한다. 그는 메데이아가 외국인이기 때문에 그와의 신성한 서약을 깰 수 있으며, 그들의 결혼이 불법이었다고 주장한다. 메데이아는 크레온 왕에 의해 코린토스에서 추방되고, 아테나이의 아이게우스 왕에게 마법으로 후계자를 얻도록 도와주겠다고 제안한 후 피난처를 제공받는다.
이아손에 대한 복수로, 메데이아는 자신의 아들들과 이아손의 새 신부인 크레온 왕의 딸을 독이 묻은 왕관과 옷으로 살해하여, 이아손이 평생 후계자와 유산 없이 살도록 한다. 이후의 일은 여러 기록에 따라 다양하게 전해진다. 헤로도토스는 《역사》에서 메데이아가 결국 아테나이를 떠나 이란고원에 정착하여 아리아인 사이에서 살았고, 이들이 후에 자신들의 이름을 메디아인으로 바꾸었다고 언급한다.

## 계보와 신성

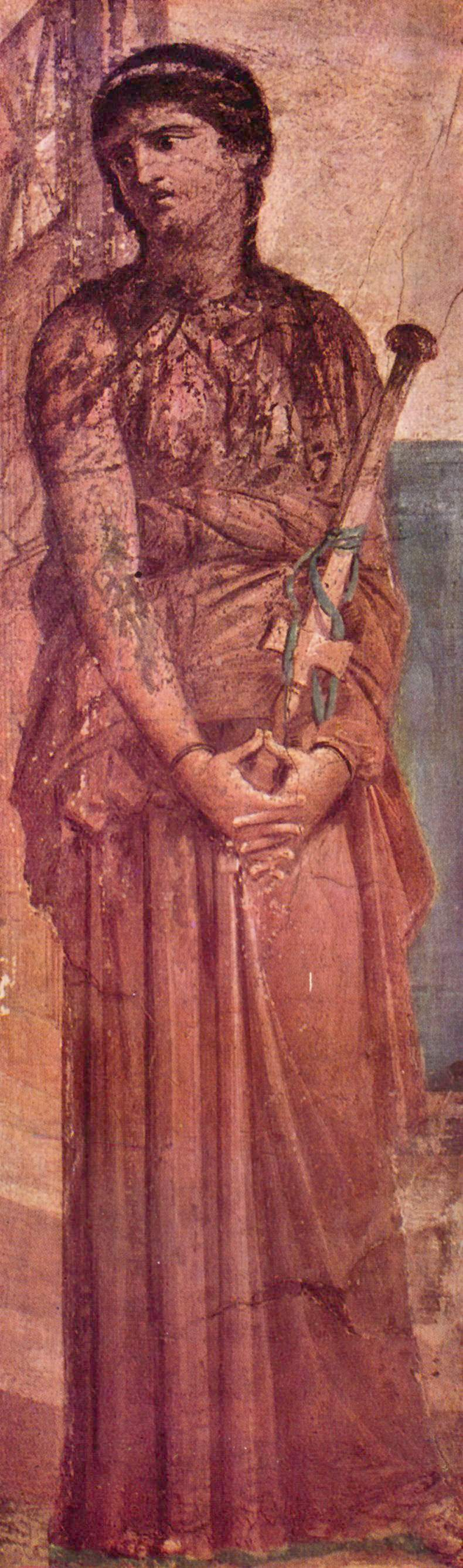
헤르쿨라네움의 메데이아 프레스코

메데이아는 아버지인 콜키스의 왕 아이에테스를 통한 태양신 헬리오스(티탄 히페리온의 아들)의 직계 후손이다. 헤시오도스의 《신통기》(956-962행)에 따르면, 헬리오스와 오케아니스 페르세는 키르케와 아이에테스 두 자녀를 낳았다. 그 후 아이에테스는 오케아니스 이디아와 결혼하여 메데이아를 낳았다. 여기서부터 메데이아의 가계도는 다소 복잡해지고 논란의 여지가 있다. 일부 설에 따르면, 아이에테스와 이디아는 메데이아와 칼키오페 두 딸만을 낳았다. 아들인 압시르토스는 아이에테스가 아스테로데아와의 사이에서 낳은 아들로, 이는 메데이아의 이복 형제가 된다. 다른 설에 따르면, 이디아가 메데이아와 압시르토스를 낳았고, 아스테로데아가 칼키오페를 낳았다고 한다. 두 가지 설이 있지만, 메데이아에게 여동생과 남동생이 있다는 사실은 같다.
성장한 메데이아는 이아손과 결혼하여 자녀를 낳는다. 자녀의 수와 이름에 대해서는 학자들 사이에 의문이 제기된다. 설에 따라 2명에서 14명까지 다양하다. 에우리피데스의 희곡 《메데이아》에서는 이름 없는 두 아들을 언급한다. 다른 설에 따르면, "메르메로스, 페레스 또는 테살로스, 알키메네스, 티산드로스 등이 그의 자녀였고, 또 다른 설에서는 7명의 아들과 7명의 딸이 있었다고 하며, 또 다른 설에서는 메도스(일부에서는 폴릭세노스라고 부름)와 에리오피스라는 두 자녀만을 언급하거나, 아르고스라는 한 아들만을 언급한다." 자녀의 수와 관계없이, 메데이아는 결국 코린토스에서 이아손을 떠나 아테나이의 왕(아이게우스)과 결혼하여 아들을 낳는다. 이 시기에 메데이오스라는 아들을 낳았는지에 대해서는 의문이 제기되는데, 이 아들은 후에 메디아인의 땅을 정복하여 그들의 조상이 된다.
메데이아의 계보를 이해하면 그의 신성을 정의하는 데 도움이 된다. 《아르고나우티카》와 같은 일부 설에서는 그를 그리스의 헤라와 아프로디테 여신의 직접적인 영향을 받는 젊은 필멸의 여성으로 묘사한다. 그는 마법 능력을 지녔지만 여전히 신성한 혈통을 가진 필멸자이다. 에우리피데스의 희곡 《메데이아》와 같은 다른 설은 그의 필멸성에 초점을 맞춘다. 헤시오도스의 《신통기》는 그와 이아손의 결혼을 필멸자와 신의 결합 목록에 포함시켜, 그가 주로 신성을 가졌음을 암시한다. 또한 그는 마법의 여신 헤카테와 연관이 있는데, 이는 그의 마법적 능력의 주요 원천 중 하나일 수 있다. 마법의 여신 헤카테의 아버지로 알려진 티탄 페르세스와는 다르지만, 디오도로스 시켈로스는 《비블리오테카 히스토리카》에서 콜키스의 페르세스를 알려지지 않은 어머니와 통한 헤카테의 아버지로 만들었다. 그리고 페르세스의 형제인 아이에테스가 헤카테와 결혼하여 그 사이에서 메데이아와 키르케를 낳았다고 한다.

## 신화

### 이아손과 메데이아

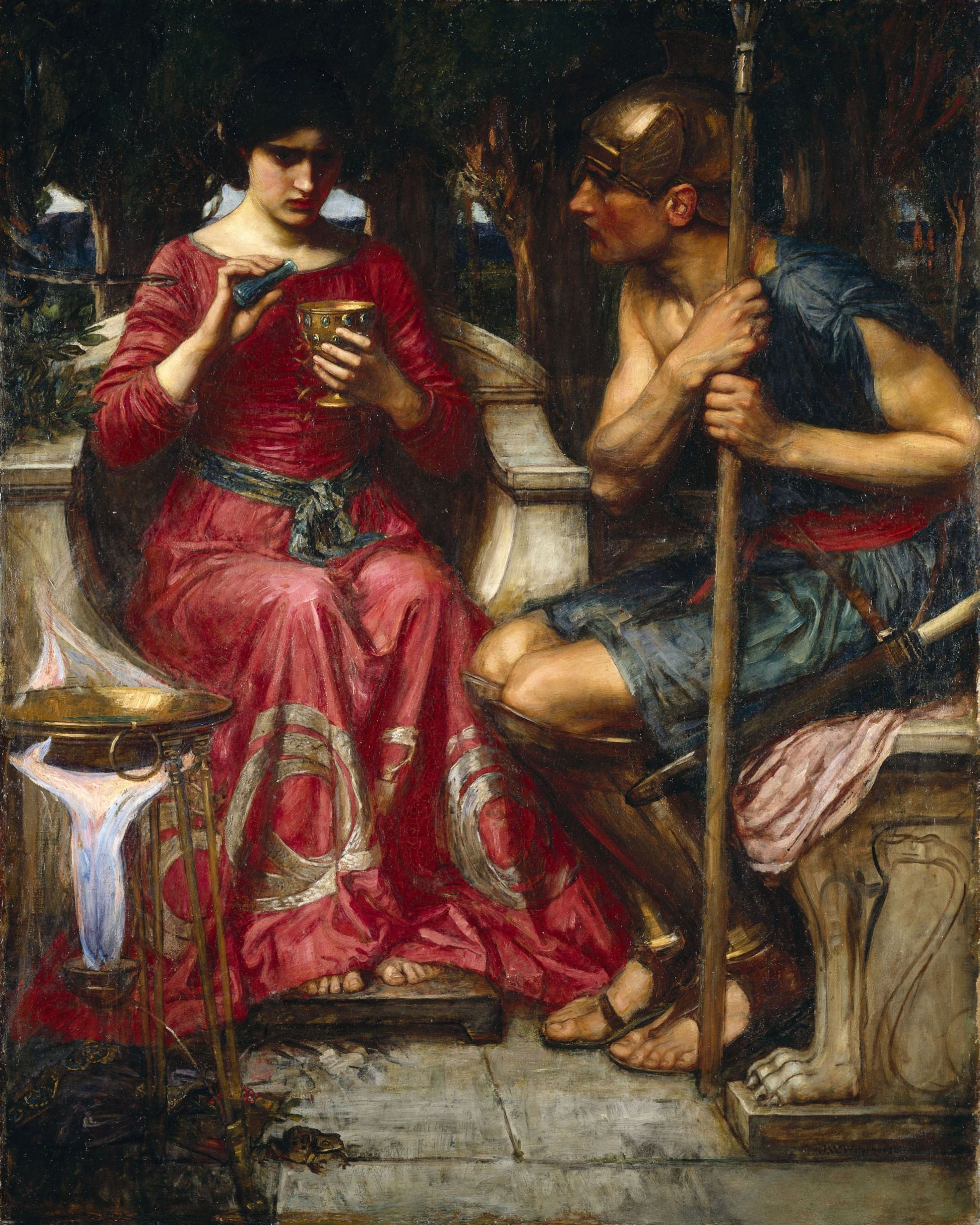
《이아손과 메데이아》, 존 윌리엄 워터하우스(1907년)

메데이아는 그리스 신화에서 이아손이 황금 양털을 되찾아 자신의 유산과 왕위를 주장하기 위해 이올코스에서 콜키스로 왔을 때 처음 등장한다. 현존하는 가장 완전한 기록인 로도스의 아폴로니오스의 《아르고나우티카》에 따르면, 헤라가 아프로디테 또는 에로스를 설득하여 메데이아에게 마법을 걸어 이아손과 사랑에 빠지게 하고 그를 돕기 위해 자신의 기술을 약속하게 했다. 메데이아는 기술을 약속하긴 했으나, 오직 이아손이 자신과 결혼하기로 동의하는 것이 조건이었다. 이아손은 메데이아와 그의 능력이 장기적으로 도움이 될 것을 알고 동의했다. 익숙한 신화적 모티프에서, 이아손은 아이에테스를 통해 황금 양털을 약속받지만, 오직 일련의 과제를 완수할 때만 가능했다. 첫 번째 위험한 과제는 이아손이 불을 내뿜는 황소들에 직접 멍에를 씌워 밭을 갈아야 하는 것이었다. 이를 돕기 위해 메데이아는 이아손에게 연고를 주어 자신과 무기에 바르게 하여 황소들의 화염 숨결로부터 보호하게 했다. 밭을 갈고 난 후, 이아손은 용의 이빨을 뿌려야 했다. 이 과제는 다소 단순해 보였지만 메데이아는 이빨에서 병사들이 솟아날 것이라고 미리 경고했다. 이에 대처하기 위해, 그는 이아손에게 군중 속에 돌을 던져 병사들 사이에 혼란을 일으키라고 조언했다. 혼란에 빠진 병사들은 이아손을 공격하는 대신 서로를 공격하고 죽이기 시작할 것이었다. 마지막 과제로, 아이에테스는 이아손에게 양털을 지키는 잠들지 않는 용과 싸우라고 명령했다. 메데이아는 이 과제에서 마취 약초로 용을 잠들게 하여 이아손을 도왔다. 용이 잠들자 이아손은 양털을 가지고 약속대로 메데이아와 함께 배를 타고 떠났다. 도망치는 동안 메데이아는 자신의 오빠 압시르토스를 죽임으로써 아버지의 주의를 분산시켰다.
일부 설에서는 메데이아가 오빠의 시신을 토막 내어 섬에 흩뿌렸다고 전한다. 이는 아버지가 적절한 장례를 위해 시신을 수습하느라 추적을 멈출 것을 알았기 때문이었다. 다른 설에서는 압시르토스가 그들을 추격하다가 이아손에게 살해되었다고 한다. 그러나 《아르고나우티카》에서는 메데이아와 이아손이 그의 이모인 키르케의 섬에 들러 정화를 받음으로써 오빠를 살해한 행위에 대한 책임에서 벗어났다고 전한다. 이는 메데이아가 자신의 능력을 사용하는 모습을 볼 수 있는 경우 중 하나이다. 전투 중에 이아손의 원정을 돕고 있던 아탈란테가 심각한 부상을 입었는데, 메데이아가 자신의 능력을 사용하여 그 상처를 치료할 수 있었다.
테살리아로 돌아가는 길에 메데이아는 이아손의 배인 아르고호의 키잡이 에우페모스가 언젠가 리비아 전체를 다스리게 될 것이라고 예언했다. 핀다로스는 이것이 바투스를 통해 실현되었다고 주장하며, 그가 에우페모스의 먼 후손(17대)이라고 말한다.

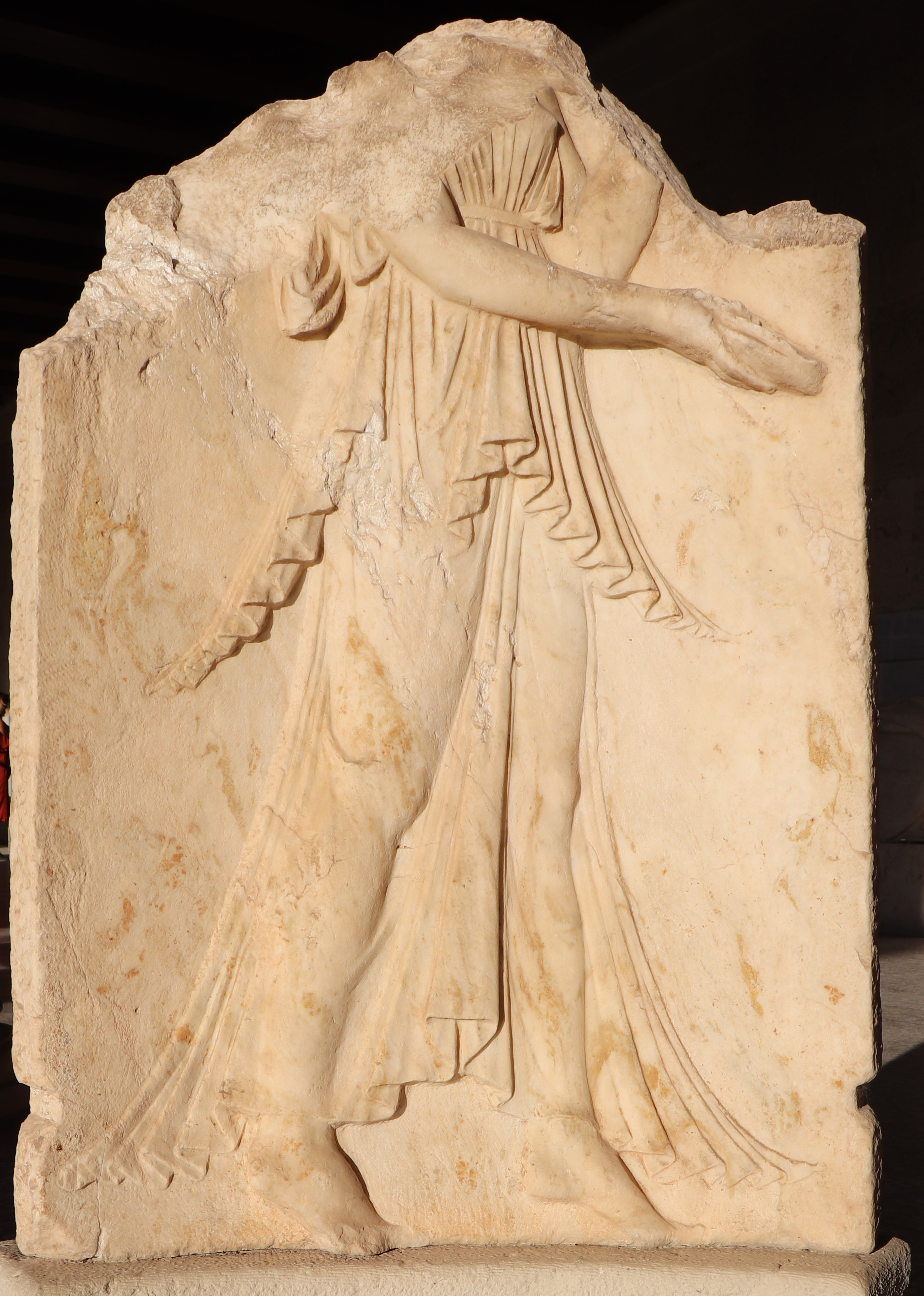
메데이아 돋을새김, 기원전 2세기, 그리스 아테네 고대 아고라 박물관.

예언 후, 아르고호는 청동 인간 탈로스가 지키는 섬 크레타에 도착했다. 탈로스에게는 목에서 발목까지 이어지는 하나의 혈관이 있었고, 이는 단 하나의 청동 못으로 막혀 있었다. 아폴로도로스에 따르면, 탈로스는 메데이아가 약물로 그를 미치게 하거나, 못을 제거하면 불멸이 될 것이라고 속이거나, 혹은 포이아스의 화살에 맞아 죽었다고 한다. 《아르고나우티카》에서는 메데이아가 아르고호에서 그에게 최면에 걸어 미치게 만들어 못을 빼게 했고, 상처에서 이코르가 흘러나와 피를 흘리며 죽었다고 전한다. 탈로스가 죽은 후 아르고호는 상륙했다.
테살리아에 있을 때, 메데이아와 네레이스 테티스는 누가 가장 아름다운지를 두고 다퉜다. 그들은 크레타의 이도메네우스를 심판으로 정했고, 그는 테티스가 가장 아름답다고 선언했다. 분노한 메데이아는 모든 크레타인을 거짓말쟁이라 부르며, 그들이 결코 진실을 말하지 못하도록 저주했다.
황금 양털을 가지고 돌아온 것을 축하하던 이아손은 아버지 아이손이 너무 늙고 쇠약해 축하연에 참여할 수 없음을 알았다. 메데이아는 이것이 이아손에게 미치는 영향을 이해하고, 아이손의 몸에서 피를 빼내 특정 약초와 섞은 후 다시 그의 정맥으로 주입함으로써 그를 젊어지게 할 수 있었다. 펠리아스 왕의 딸들이 이를 보고 아버지에게도 같은 일을 해달라고 메데이아에게 요청했다. 메데이아는 동의했다.
그러나 이 일은 결코 수행되지 않았다. 펠리아스에게 분노한 헤라는 이아손이 메데이아와 사랑에 빠지게 하여 메데이아가 펠리아스를 죽이기를 바랐다. 헤라의 계획은 성공했고, 둘은 서로 사랑에 빠졌다. 이올코스로 돌아왔을 때, 펠리아스는 이아손에게 왕위를 넘겨주기를 거부했다. 이아손은 황금 양털의 대가로 왕위를 약속받았었다. 그래서 메데이아는 펠리아스의 딸들이 그를 죽이도록 음모를 꾸몄다. 그는 딸들에게 자신의 능력을 보여주기 위해 늙은 양을 토막 내어 스튜에 넣는 것을 시연했다. 조각들을 넣은 후 메데이아는 마법의 약초를 넣고 혼합물을 저었고, 갑자기 젊은 양이 스튜에서 뛰어나왔다. 이를 본 딸들은 흥분하여 아버지를 토막 내어 냄비에 던져 넣었다. 불행히도 왕은 결코 다시 살아나지 않았다. 펠리아스를 죽인 후, 이아손과 메데이아는 코린토스로 도망쳤다.
코린토스에서 두 사람은 결혼하여 10년 동안 함께 살았다. 출처에 따라 1명에서 14명 사이의 자녀를 두었다. 알려진 자녀로는 아들 알키메네스, 테살로스, 티산드로스, 메르메로스와 페레스, 메도스, 아르고스, 그리고 딸 에리오피스가 있다. 자녀를 낳는 것 외에도, 한 신화는 메데이아가 데메테르와 님프들에게 제물을 바쳐 코린토스의 기근을 종식시켰다고 전한다. 그 후 제우스가 그를 욕망했지만, 그는 헤라의 분노를 사지 않기 위해 그의 구애를 거절했다. 보상으로 헤라는 그의 자녀들을 불멸로 만들어 주겠다고 제안했다.

### 신화의 다양한 결말

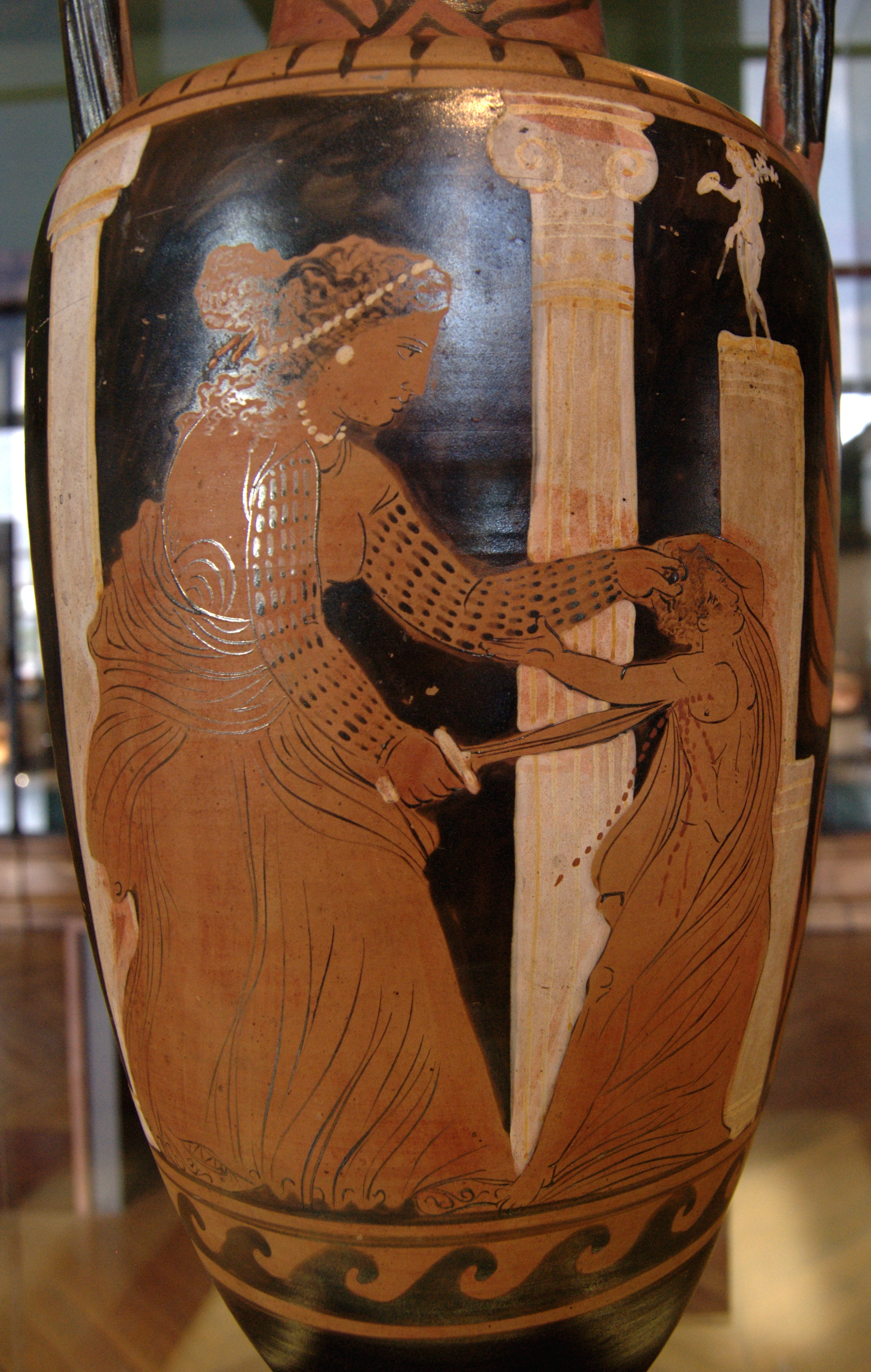
자녀들 중 한 명을 살해하는 메데이아, 목 암포라, 기원전 330년경, 루브르 박물관.

코린토스에서 이아손은 메데이아를 버리고 왕의 딸 글라우케와 결혼하려 했다. 기원전 5세기 이전에는 이 신화의 결말에 두 가지 변형이 있었던 것으로 보인다. 단편 서사시 《코린티아카》의 저자로 알려진 시인 에우멜로스에 따르면, 메데이아는 실수로 자신의 자녀들을 죽였다. 그는 자녀들을 불멸로 만들 수 있다고 믿고 헤라 신전에 산 채로 묻었다. 그러나 시인 크레오필로스는 그들의 살해를 코린토스 시민들의 탓으로 돌렸다.
에우리피데스의 판본에 따르면, 메데이아는 독이 묻은 옷과 황금 관을 글라우케에게 보내 복수했다. 이로 인해 공주와 그를 구하러 간 크레온 왕 모두 죽음을 맞았다. 메데이아는 계속해서 복수를 이어가 자신의 두 자녀를 직접 살해하고 이아손이 시신을 수습하지 못하게 했다. 그 후 그는 코린토스를 떠나 할아버지인 태양신 헬리오스가 보낸 용들이 끄는 황금 전차를 타고 아테나이로 날아갔다.

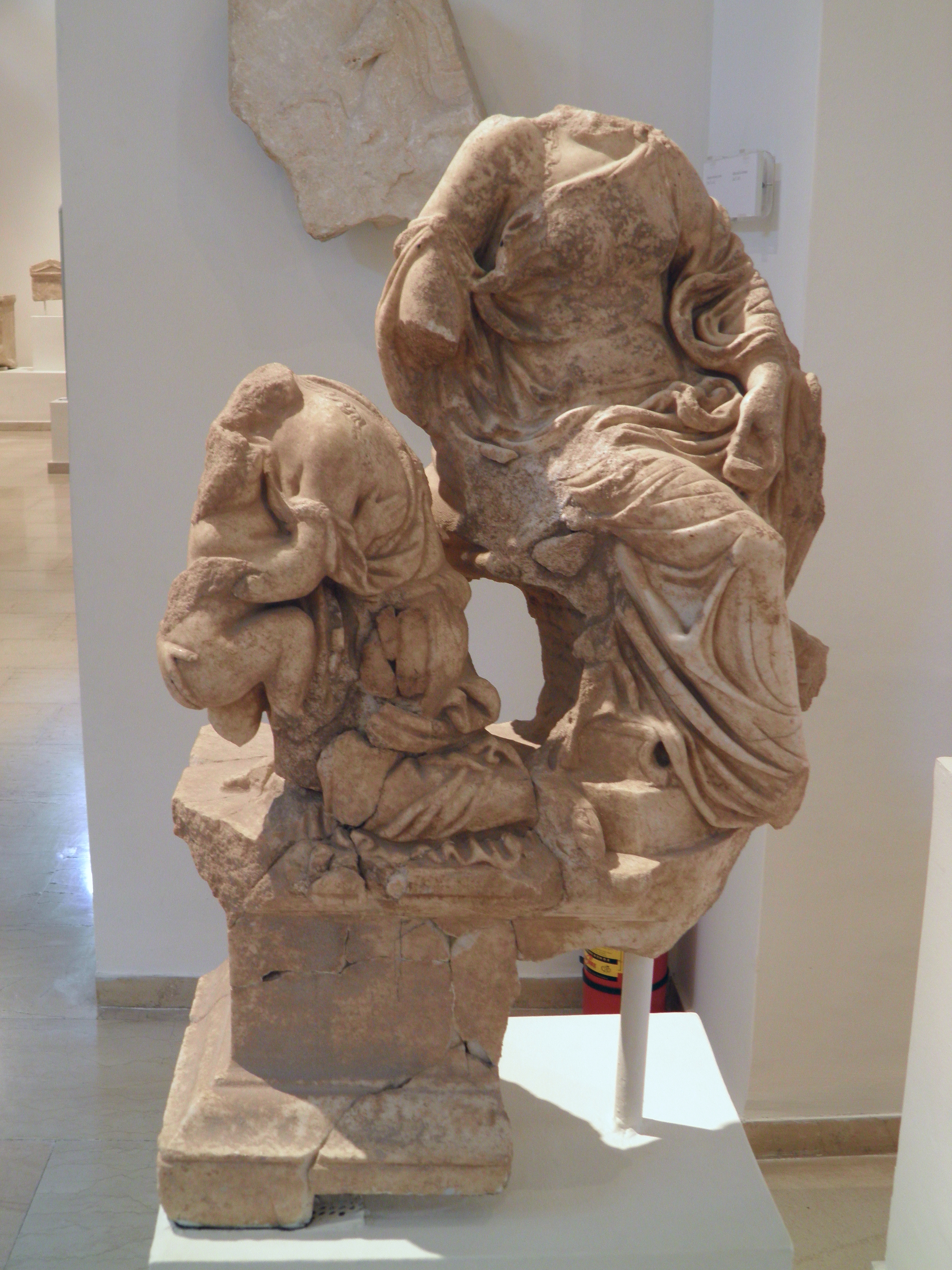
아이를 보호하는 간호사와 메데이아 동상, 그리스 디온 고고학 박물관.

에우리피데스의 희곡에서 이아손이 메데이아를 신과 인간에게 가장 증오스러운 존재라고 부르지만, 헬리오스가 그에게 전차를 준 사실은 신들이 메데이아의 편에 서있음을 나타낸다. 베르나르 녹스가 지적했듯이, 메데이아의 마지막 장면은 에우리피데스의 다른 희곡에 등장하는 명백히 신적인 존재들의 모습과 유사하다. 이러한 신들처럼 메데이아는 "아래 수준의 인간의 폭력적 행동을 중단시키고" "무시와 조롱을 당했다는 이유로 자신의 잔인한 복수를 정당화"하며 "죽은 자들의 매장에 대한 조치와 명령을 내리고, 미래를 예언하며" "제의의 설립을 선언한다." 메데이아가 의도적으로 자녀를 살해하는 이 판본은 에우리피데스의 창작으로 보이지만, 일부 학자들은 네오프론이 이 새로운 전통을 만들었다고 믿는다. 그의 자식 살해는 이후 작가들에게 표준이 되었다. 파우사니아스는 기원후 2세기 후반에 코린토스를 여행하며 그들의 기념비를 보았다고 전하면서 메데이아의 자녀들에게 일어난 일에 대한 다섯 가지 다른 판본을 기록했다. 이아손으로부터 도망친 메데이아는 테바이로 갔고, 그곳에서 (과거 아르고나우타이의 일원이었던) 헤라클레스를 헤라의 저주(아들들을 살해하게 만든)에서 치유했다.
자녀들을 살해한 후, 메데이아는 아테나이로 도망가 아이게우스를 만나 결혼했다. 그들 사이에 메도스라는 아들이 있었다. 헤시오도스의 다른 버전에서는 메도스가 이아손의 아들이라고 한다. 가정의 행복은 아이게우스의 오랫동안 잃어버렸던 아들 테세우스의 등장으로 다시 한 번 깨졌다. 자신의 아들의 상속권을 지키기 위해 메데이아는 남편에게 테세우스가 사칭꾼이며 위협이 되므로 제거해야 한다고 설득했다. 이를 위해 메데이아는 이전의 다른 희생자들처럼 그를 독살하려 계획했다. 메데이아가 테세우스에게 독이 든 잔을 건넬 때, 아이게우스는 그 젊은이의 칼이 자신의 것임을 알아보았다. 그 칼은 그가 오래전 갓 태어난 아들이 성년이 되면 자신을 찾게 하려고 전해둔 것이었다. 아이게우스는 메데이아의 손에서 잔을 쳐내고 테세우스를 자신의 아들로 받아들였다.

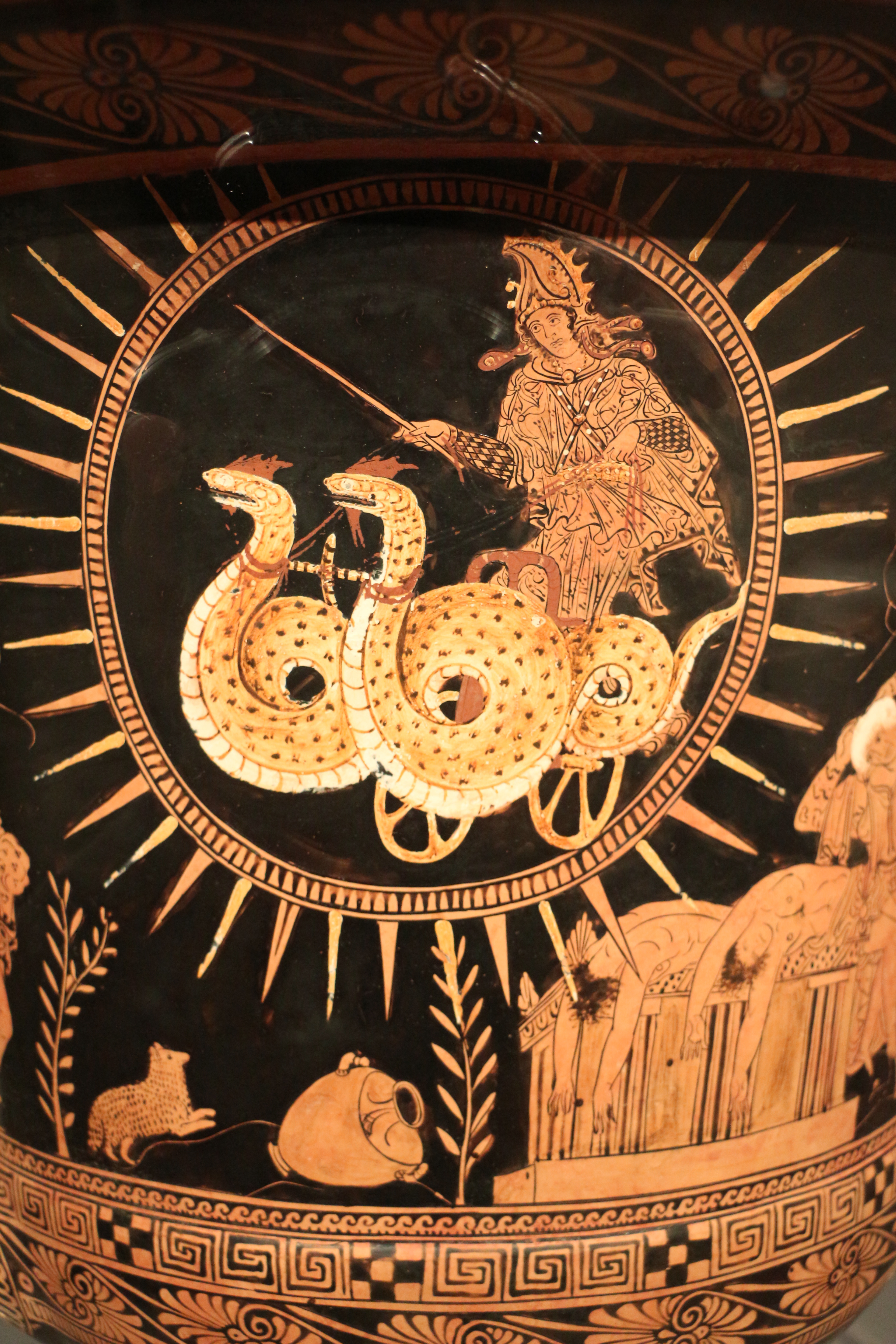
전차를 타고 날아가는 메데이아, (세부 묘사), 크라테르, 기원전 480년경, 클리블랜드 미술관.

메데이아는 콜키스로 돌아가 페르세스에 의해 폐위된 아이에테스를 발견하고, 삼촌을 죽인 뒤 아버지에게 왕국을 되돌려주었다. 헤로도토스는 다른 판본을 전하는데, 메데이아와 그의 아들 메도스가 날아다니는 전차를 타고 아테나이에서 도망쳤다고 한다. 그들은 이란고원에 착륙하여 아리아인 사이에서 살았고, 그 후 아리아인들은 자신들의 이름을 메디아인으로 바꾸었다.
메데이아 이야기의 수많은 변형을 되짚어보며, 기원전 1세기의 역사가 디오도로스 시켈로스는 "일반적으로 말해서, 비극 시인들의 경이로운 것에 대한 욕망 때문에 메데이아에 대한 이렇게 다양하고 일관성 없는 설명이 나오게 된 것"이라고 썼다.

## 메데이아의 페르소나

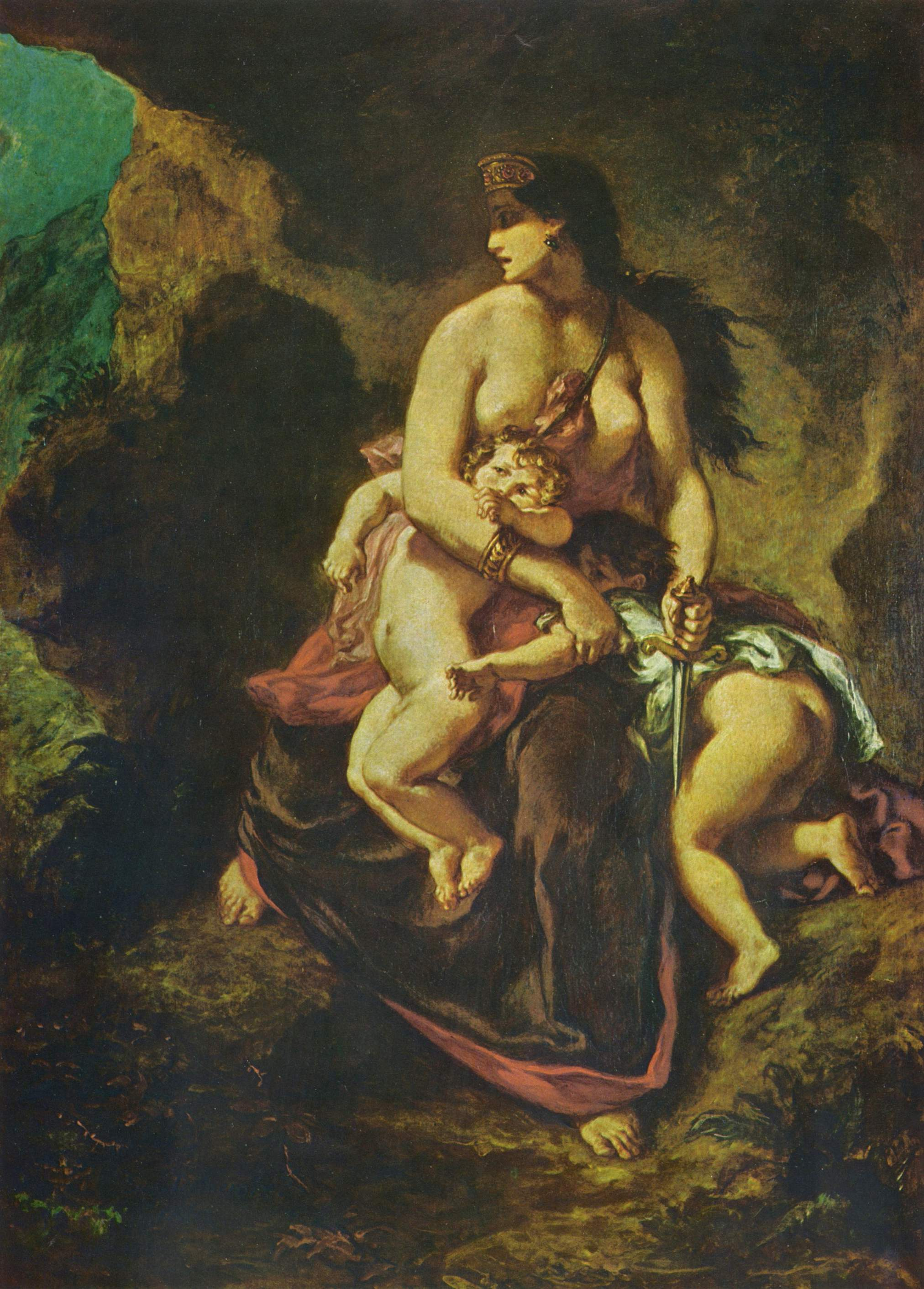
《격노한 메데이아》, 외젠 들라크루아(1862년)

에우리피데스의 희곡 《메데이아》에서 메데이아는 남편 이아손에게 버림받아 복수를 꾀하는 여인으로 묘사된다. 데보라 뵈데커는 에우리피데스가 원래의 아테나이 관객들로부터 반응을 이끌어내기 위해 사용한 다양한 이미지와 상징에 대해 서술한다. 등장인물 중 하나인 유모는 프롤로그에서 메데이아를 묘사하면서 거대한 자연의 힘과 여러 동물들에 비유한다. 또한 작품 전반에 걸쳐 다른 등장인물들이 메데이아를 묘사하거나 메데이아 자신이 사용하는 많은 항해 관련 표현들이 나온다. 뵈데커는 이러한 비유들이 메데이아라는 여인의 특성을 연결 짓기 위해 사용되었다고 주장한다. 그는 큰 힘을 지니고 있으며(자연의 힘에 비유됨), 기본적인 동물적 본능과 감정에 의존하고(황소나 사자 같은 동물들과의 연관성), 이는 관객들로 하여금 이아손의 황금 양털 탐험과 이아손, 메데이아, 아르고나우타이가 떠났던 항해라는 원래의 신화로 되돌아가게 한다.
에마 그리피스 또한 에우리피데스의 작품에서 나타나는 메데이아의 성격에 대한 분석을 더하면서 에우리피데스가 만들어낸 남성/여성의 이분법에 대해 논한다. 메데이아는 아테네 철학에 따른 "정상적인 여성"의 틀에 맞지 않는다. 그는 에우리피데스의 원래 관객들에게 전형적으로 남성적인 특성으로 여겨졌을 뛰어난 지성과 기술을 지닌 인물로 묘사된다. 반면에 그는 자신의 지성을 이용해 주변의 남성들을 조종한다. 이러한 조종은 아테네 관객들에게 부정적인 여성적 특성으로 여겨졌을 것이다. 그리피스는 또한 메데이아가 살인에 사용하는 방법의 모순성을 인정한다. 그는 공주를 독살하는데, 이는 여성적인 살인 방식으로 여겨졌을 것이다. 그러나 자신의 자녀들은 냉혹하게 살해하는데, 이는 더 남성적인 것으로 간주된다. 메데이아는 또한 자녀들에 대해 대화를 나누고 그들에 대한 강한 모성애와 유대감을 보임으로써 '정상적인' 아테네 어머니로 그려진다. 그러나 작품의 마지막에서 그는 복수의 일환으로 자신의 자녀들을 살해할 수 있다. 에우리피데스는 이러한 대조를 통해 주인공에 대한 복잡한 인물상을 창조한다.
마리안 맥도널드는 "메데이아의 분노가 폭력적인 행동으로 변하면서, 그를 자유의 상징이자 식민 지배자에 대항하는 피식민자의 상징으로 만들 수 있다. 에우리피데스는 다른 모든 비극 작가들보다 더 현대 세계에서 일어나는 많은 공포를 예견했으며, 억압받던 자가 억압자로 변할 때의 영광과 괴물성을 모두 보여주었다."고 주장한다.
메데이아를 처음으로 묘사한 작품은 아니지만, 로도스의 아폴로니오스의 《아르고나우티카》는 에우리피데스의 희곡으로 이어지는 사건들, 주로 이아손의 황금 양털 탐험을 둘러싼 더 자세한 설명을 제공한다. 이 문학 작품에서 메데이아는 정의를 추구하는 강력한 여성이 아니라 이아손에게 절망적으로 사랑에 빠진 젊은 여성으로 묘사된다. 그는 이아손을 돕기 위해 아버지에게 반항하고 오빠를 죽이기로 결심할 만큼 깊이 사랑에 빠져 있다. 제임스 J. 클라우스는 이 메데이아에 대해 서술하며, 학술 연구와 토론을 위해 이 인물의 또 다른 버전을 밝혀내고자 한다. 그는 원문의 여러 구절을 살펴보며 메데이아가 겪은 다양한 감정들의 의미를 정의하고 연관성을 찾으려 한다. 그는 메데이아가 이아손에 대해 처음 느낀 사랑, 그를 사랑하고 가족에게 맞서는 것에 대한 수치심, 그리고 결국 이아손의 모험을 돕기로 한 최종 결정에 대해 논한다.
여러 학자들은 메데이아가 이아손의 모험에서 "조력자 처녀"로 사용된 것에 대해 논의해 왔다. 조력자 처녀는 일반적으로 영웅의 모험을 돕는 젊은 여성으로, 보통 사랑 때문에 그렇게 한다. 에우리피데스의 《메데이아》에서처럼 이야기의 중심이 되는 대신, 이 버전의 메데이아는 조연으로 축소된다. 그의 주된 목적은 영웅의 모험을 돕는 것이다. 이아손은 메데이아의 도움 없이는 결코 모험에서 성공하지 못했을 것이며, 이는 고대 문헌과 현대 학술 연구에서 여러 차례 지적되고 언급된다.
다른 비문학적 전통들이 도기 화가들의 영감을 이끌었으며, 메데이아의 지역화되고 지하세계적인 존재는 기록되지 않은 감정적 함의와 함께 코린토스에서, 그의 살해된 자녀들에게 바쳐진 성소에서 제물로 바쳐졌거나, 다른 곳에서는 도시의 창건자로서 지역적으로 숭배되었다.

### 신의 대리인

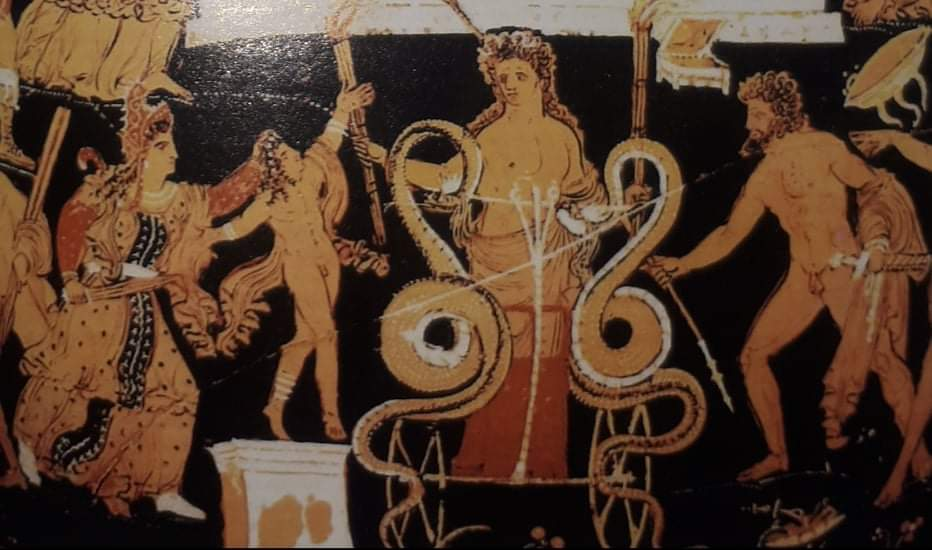
메데이아가 제단에서 자신의 자녀를 죽이려 준비하는 동안, 두 마리의 뱀이 끄는 수레를 타고 두 개의 불타는 횃불을 든 헬리오스가 그 장면을 목격하고 있다. 이아손이 옆에서 급히 달려오는 모습이 보인다, (세부 묘사), 적회식 크라테르, 기원전 320년경.

신성한 혈통을 가진 인간인 메데이아(헬리오스의 손녀)는 아무런 행동의 대가 없이 살인을 저지르는 것으로 보이는데, 이는 그가 신적인 힘으로 행동하며 일반적으로 불의를 저지르는 인간들에게 닥치는 복수로부터 면역되어 있음을 시사한다. 메데이아가 동생 압시르토스를 살해한 후, 그와 이아손, 그리고 다른 이들은 키르케의 섬에 들러 그 죄를 사면받는다. 테살리아로 돌아온 후, 메데이아는 펠리아스의 딸들을 속여 아버지를 죽이도록 설득한다. 이후 그들은 살인의 공범이 되어 떠나야만 한다. 그들은 코린토스로 가는데, 그곳에서 이아손은 코린토스의 공주인 글라우케에게 구애하고 결혼하게 되며, 이로 인해 헤라의 총애를 잃고 메데이아의 분노를 사게 된다. 크레온 왕은 메데이아에게 24시간 안에 떠나지 않으면 죽을 것이라고 말한다. 이아손이 메데이아를 꾸짖으러 오자 메데이아는 그가 신들에게 한 맹세를 저버렸다고 비난한다. 이전의 범죄에도 불구하고 메데이아는 신들의 허락을 받은 것으로 보인다. 다음으로 메데이아는 글라우케를 불에 타게 하는 독약으로 죽이기로 결심한다. 글라우케의 아버지 크레온도 슬픔에 빠져 딸을 안다가 같은 독에 중독되어 죽는다. 메데이아는 이어서 자신과 이아손의 자녀들도 살해하며, 이아손이 그를 막기 전에 그의 할아버지 헬리오스가 보낸 날아다니는 전차를 타고 도망친다. 후에 메데이아는 아이게우스 왕과 결혼하여 메도스라는 아들을 낳는다. 테세우스가 아이게우스의 아들임을 증명하려고 돌아왔을 때, 메데이아는 그가 메도스 대신 왕위 계승자가 될 것임을 깨닫고 아이게우스에게 테세우스의 음료에 독을 타도록 설득한다. 아이게우스는 테세우스가 자신의 아들임을 깨닫고 음료를 버린다. 메데이아는 메도스와 함께 떠나야 하고, 그들은 콜키스로 돌아가 결국 메도스가 왕의 지위를 차지한다. 메데이아는 많은 사람을 죽이지만 그로 인한 어떤 신적 결과도 겪지 않는 듯한 이상한 위치에 있다. 아마도 그의 행동이 신들의 총애에 부합하는 것일지도 모른다. 사실이든 아니든, 메데이아는 흥미롭게도 미묘한 인물로 묘사되는데, 이는 그리스 신화의 여성들에게는 드문 일이다.

### 현대의 언급
사회심리학자 조나단 하이트는 그의 저서 《행복 가설》에서 메데이아가 이아손에 대한 사랑과 아버지에 대한 의무 사이의 갈등에 대해 말하는 부분을 인용하며, 이를 "분열된 자아"와 이드와 초자아 사이의 갈등의 예로 들고 있다.
"나는 이상한 새로운 힘에 끌려가고 있다. 욕망과 이성이 서로 다른 방향으로 잡아당기고 있다. 나는 옳은 길을 보고 그것을 인정하지만, 그럼에도 잘못된 길을 따르고 있다."
이 인용문은 메데이아의 내적 갈등을 생생하게 보여준다. 그는 자신의 행동이 옳지 않다는 것을 이성적으로 알고 있지만, 동시에 강렬한 감정과 욕망에 이끌리고 있다. 이는 인간의 심리에서 흔히 나타나는 이성과 감정 사이의 갈등을 잘 표현하고 있으며, 하이트가 말하는 "분열된 자아"의 개념을 잘 예시한다.
프로이트의 정신분석학 이론에서 이드는 본능적 욕구와 욕망을 나타내고, 초자아는 도덕적 규범과 이상을 대표한다. 메데이아의 경우, 이아손에 대한 사랑(이드의 욕망)과 아버지에 대한 의무(초자아의 도덕적 요구) 사이에서 갈등하는 모습을 보여준다. 이러한 갈등은 인간의 심리적 복잡성을 잘 나타내며, 고대 그리스 비극에서 다뤄진 이 주제가 현대 심리학에서도 여전히 중요하게 다뤄지고 있음을 보여준다.

## 원전(연대순)
- 헤시오도스, 《신통기》 1000-2
- 헤로도토스, 《역사》 I.2 and VII.62i
- 핀다로스, 피티아 송가, IV
- 네오프론, 〈메데이아〉(희곡의 단편)
- 에우리피데스, 《메데이아》
- 로도스의 아폴로니오스, 《아르고나우티카》
- 플라우투스, 《프세우돌루스》 869–871
- 디오도로스 시켈로스, 《비블리오테카 히스토리카》
- 오비디우스[42]
  - 《헤로이데스》 XII
  - 《변신 이야기》 VII, 1–450
  - 《트리스티아》 iii.9

- 소 세네카, 《메데이아》(비극)
- 히기누스, 《이야기》 21–26
- 가이우스 발레리우스 플라쿠스, 《아르고나우티카》(서사시)
- 위 아폴로도로스, 《비블리오테케》 I, 23–28

## 같이 보기
- 메디아
- 메두사
- 구드룬

## 서지
- Apollodorus, Apollodorus, The Library, with an English Translation by Sir James George Frazer, F.B.A., F.R.S. in 2 Volumes. Cambridge, MA, Harvard University Press; London, William Heinemann Ltd. 1921.
- Clauss, J. J. and S. I. Johnston (eds), Medea: Essays on Medea in Myth, Literature, Philosophy and Art. (Princeton, Princeton University Press, 1997). ISBN 9780691043760.
- Grant, Michael, and John Hazel.Who's Who in Classical Mythology. London: Weidenfeld & Nicolson, 1973.
- Griffiths, Emma. Medea. London; New York: Routledge, 2006.
- Knox, B.M.W. Word and Action: Essays on the Ancient Theatre. Baltimore: The Johns Hopkins University Press, 1979.
- McDermott, Emily, Euripides' Medea: The Incarnation of Disorder. (University Park, PA, Penn State University Press, 1985). ISBN 9780271006475.
- Mossman, Judith, Medea: Introduction, Translation and Commentary. Aris & Phillips, Warminster 2011) ISBN 9780856687884
- 새뮤얼 모인 (2021), 《Humane: How the United States Abandoned Peace and Reinvented War》, Farrar, Straus and Giroux, ISBN 978-0-374-71992-0, OL 34118912M, 위키데이터 Q108896140
- Repath, Ian; Hermann, Fritz-Gregor (2019). 《Some Organic Readings in Narrative, Ancient and Modern: Gathered and Originally Presented as a Book for John》. Groningen University Library. ISBN 9789492444943.
- Smith, William, Dictionary of Greek and Roman Biography and Mythology. London (1873). "Medeia or Medea"
- Wygant, Amy. Medea, Magic, and Modernity in France: Stages and Histories, 1553–1797. (Aldershot, Ashgate, 2007). ISBN 9780754659242